# Фекед
Фекед (мађ. Feked) је село у Мађарској, у јужном делу државе. Село управо припада Мохачком срезу Барањске жупаније, са седиштем у Печују.

## Природне одлике
Насеље Фекед се налази у јужном делу Мађарске. Најближи већи град је Мохач.
Историјски гледано, село припада мађарском делу Барање. Оно је смештено у југоисточном подножју планине Мечек, на приближно 200 м надморске висине. Јужно од насеља тло је више равничарско.

## Становништво
Према подацима из 2013. године Фекед је имао 204 становника. Последњих година број становника опада.
Претежно становништво у насељу чине Мађари римокатоличке вероисповести, a мањина су Немци (око 24%).

### Попис1910.
| Фекед                                                                                   | Фекед                                                                                                |
| --------------------------------------------------------------------------------------- | --- |
| Језик                                                                                   | Вера                                                                                                 |
| укупно: 901 Немачки 813 (90,23%) Мађарски 75 (8,32%) Српски 1 (0,11%) остали 12 (1,33%) | укупно: 901 Римокатолици 873 (96,89%) Јевреји 15 (1,66%) Калвинисти 11 (1,22%) Православци 2 (0,22%) |